# Villa del Carretta

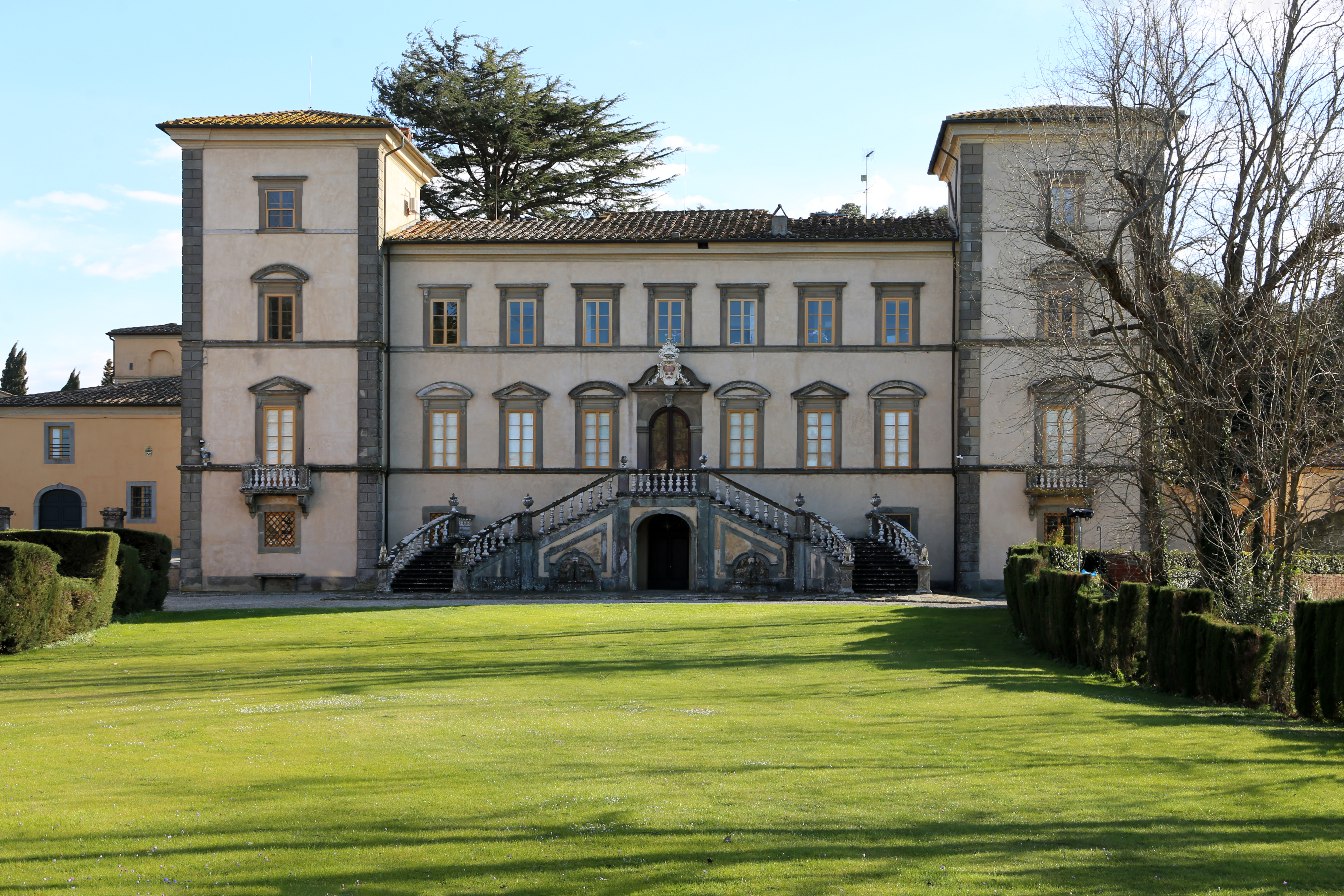
L'esterno

Villa del Carretta o Villa del Testa del Tignoso o più semplicemente Villa Belvedere, si trova in località Belvedere nel comune di Crespina Lorenzana.
La villa Belvedere è interessante sia per le sue forme architettoniche che per la ricchezza delle opere d'arte.
L'edificio originario venne costruito dopo il 1580 da Ascanio di Lodovico Vitali del Carretta e fu ristrutturato nel Settecento dal conte Francesco Maria del Testa del Tignoso, quando venne dotato dell'ampio parco con strutture ricreative quali le terme, la Kaffeehaus e il belvedere.
La villa vera e propria fu ampliata da Jacopo Piazza, mentre il parco e le strutture annesse da Mattia Tarocchi: il primo seguì lo stile tradizionale toscano ispirato al rinascimento, il secondo si ispirò al manierismo ed al barocco romano.

## La villa
La maestosa villa segue i canoni tradizionali delle ville toscane rinascimentali, con l'uso del contrasto tra intonaci e pietra serena e con una scansione regolare delle aperture. La facciata è caratterizzata dalle due torrette laterali, profilate in bugnato, e la monumentale scalinata d'ingresso al piano nobile.

## L'oratorio

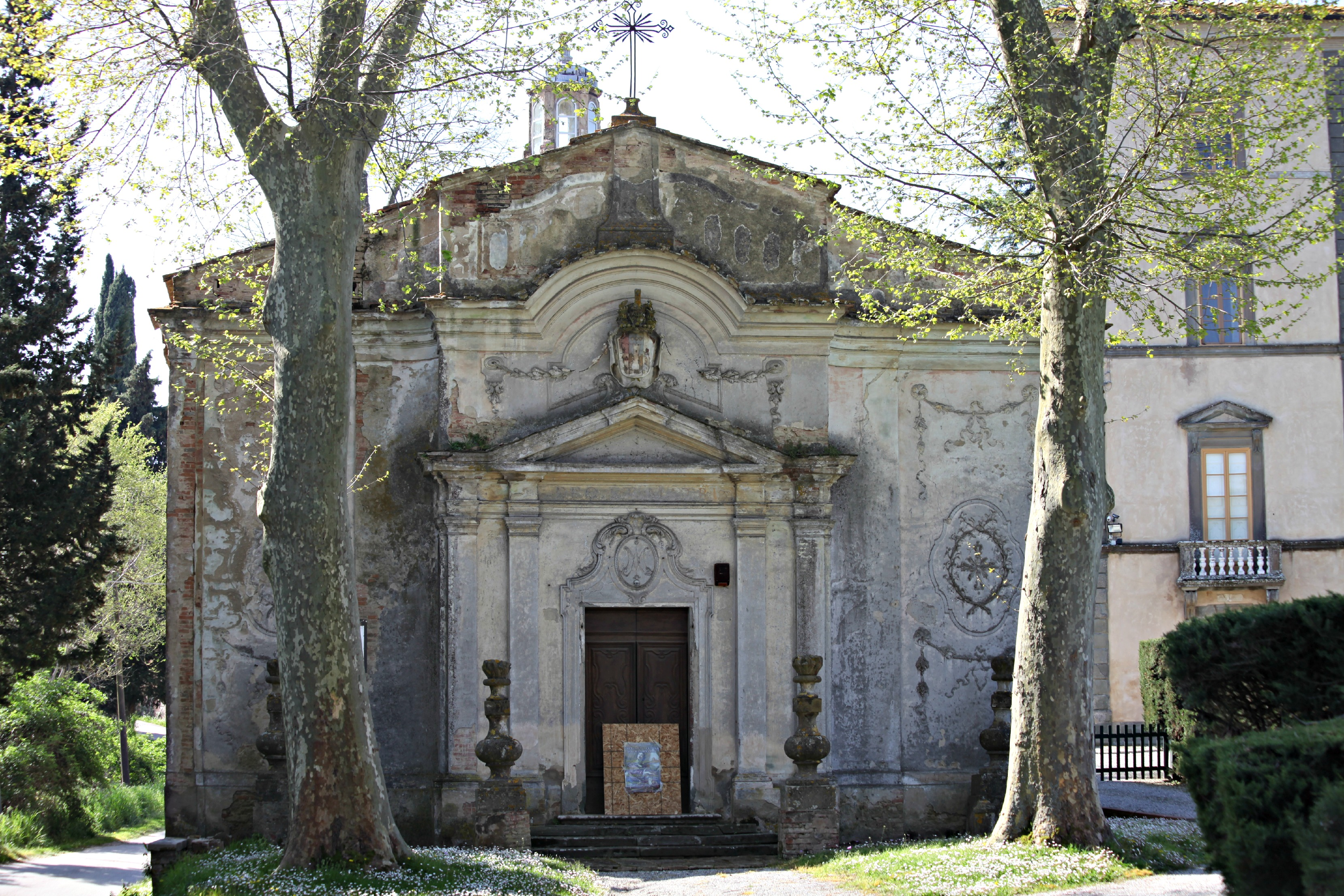
Oratorio di Santa Maria e San Ranieri

Accanto alla villa residenziale si trovano la canonica e l'oratorio di Santa Maria e San Ranieri. Quest'ultimo venne realizzato tra il 1774 e il 1784 su progetto di Mattia Tarocchi; la nuova costruzione rientrava nei lavori di rifacimento che interessavano la villa dal momento in cui venne acquistata dal conte Francesco del Testa del Tignoso.
Tarocchi progettò l'interno e relativi apparati decorativi in modo da creare una quinta scenografica in cui lo spazio sembra dilatarsi, tra false architetture e strutture portanti reali. Le decorazioni figurate sono opera di Giovanni Battista Tempesti.

## Il giardino
L'ingresso al giardino avviene attraverso una cancellata fiancheggiata da due leoni in terracotta su piedistalli.
Il giardino è diviso in due zone: una pianeggiante vicino al palazzo, dove si trova la peschiera, ed una in salita, organizzata a parco all'inglese nell'Ottocento, che culmina con il belvedere.

## Le limonate
Suggestive sono le limonaie, con grottesche e una balaustra di coronamento decorata da statue e vasi.

## Le terme
L'edificio termale presenta in facciata un timpano spezzato e invertito; anche qui la decorazione semplice ma efficace è affidata all'alternanza di vasi in cotto e statue sul coronamento.

## LaKaffeehaus

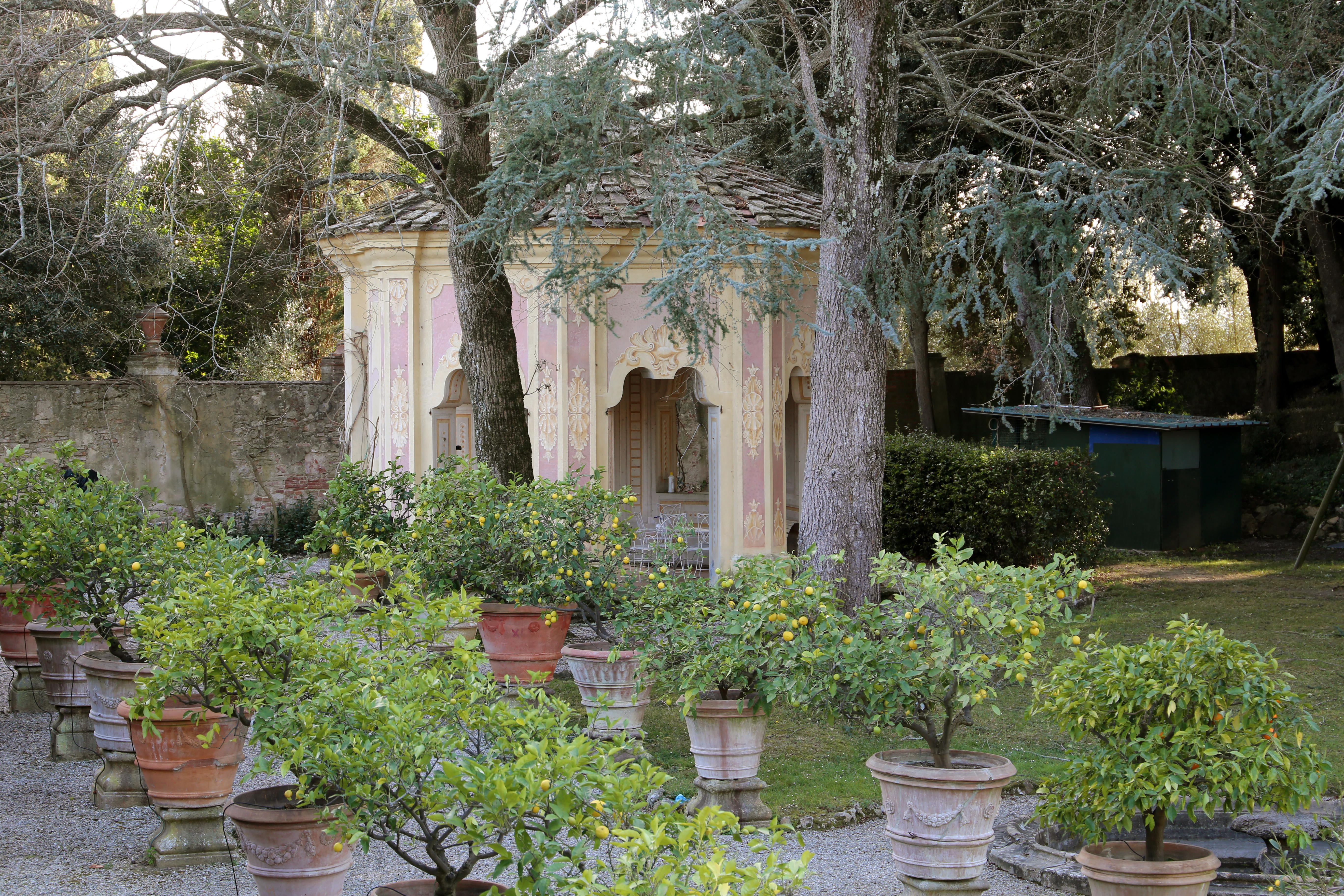
La Kaffeehaus

La Kaffeehaus è un edificio ottagonale che si trova all'estremità del prato e presenta all'interno una decorazione a affreschi. Seconda una moda tipicamente settecentesca in edifici come questo si prendeva il caffè e la cioccolata calda, bevande realizzate con prodotti di origine americana il cui uso si era diffuso in quel secolo.